# Rockwell Place
Rockwell Place es un lugar designado por el censo ubicado en el condado de Randall en el estado estadounidense de Texas. En el Censo de 2020 tenía una población de 1811 habitantes y una densidad poblacional de 299,83 habitantes por km². Fue incluido como CDP en el censo de 2020.

## Geografía
Rockwell Place se encuentra ubicado en las coordenadas 35°2′32″N 101°54′30″O / 35.04222, -101.90833. Según la Oficina del Censo de los Estados Unidos,  tiene una superficie total de 6,04 km², de la cual 6,03  km² corresponden a tierra firme y 0,01 km² a agua.